# 071 (prefisso)
071 è il prefisso telefonico del distretto di Ancona, appartenente al compartimento omonimo.
Il distretto comprende la parte orientale della provincia di Ancona e i comuni di Porto Recanati e Recanati (MC). Confina con i distretti di Pesaro (0721) a nord-ovest, di Jesi (0731) a sud-ovest e di Macerata (0733) a sud.

## Aree locali e comuni
Il distretto di Ancona comprende 25 comuni suddivisi nelle 4 aree locali di Ancona (ex settori di Ancona e Chiaravalle), Loreto, Osimo (ex settori di Camerano e Osimo) e Senigallia (ex settori di Ostra Vetere e Senigallia), e nelle 12 reti urbane di Agugliano, Ancona, Camerano, Chiaravalle, Corinaldo, Falconara Marittima, Filottrano, Loreto, Osimo, Ostra, Ostra Vetere e Senigallia. I comuni compresi nel distretto sono: Agugliano, Ancona, Barbara, Camerano, Camerata Picena, Castelfidardo, Castelleone di Suasa, Chiaravalle, Corinaldo, Falconara Marittima, Filottrano, Loreto, Monte San Vito, Montemarciano, Numana, Offagna, Osimo, Ostra, Ostra Vetere, Polverigi, Porto Recanati (MC), Recanati (MC), Senigallia, Sirolo e Trecastelli 
AREE LOCALI E RETI URBANE 
Area Locale di Ancona
Comprende le Reti Urbane di: Agugliano, Ancona, Chiaravalle e Falconara Marittima.
Rete Urbana di Agugliano
Comprende i soli due Comuni di Agugliano e Polverigi.
Rete Urbana di Ancona
Comprende il solo Comune di Ancona.
Rete Urbana di Chiaravalle
Comprende i Comuni di: Camerata Picena, Chiaravalle e Monte San Vito.
Rete Urbana di Falconara Marittima
Comprende i soli due Comuni di Falconara Marittima e Montemarciano.
Area Locale di Loreto
Comprende la sola Rete Urbana di Loreto
Rete Urbana di Loreto
Comprende i Comuni di: Loreto, Porto Recanati (MC) e Recanati (MC).
Area Locale di Osimo
Comprende le Reti Urbane di: Camerano, Filottrano e Osimo.
Rete Urbana di Camerano
Comprende i Comuni di: Camerano, Numana e Sirolo.
Rete Urbana di Filottrano
Comprende il solo Comune di Filottrano.
Rete Urbana di Osimo
Comprende i Comuni di: Castelfidardo, Offagna e Osimo.
Area Locale di Senigallia
Comprende le Reti Urbane di: Corinaldo, Ostra, Ostra Vetere e Senigallia
Rete Urbana di Corinaldo
Comprende il solo Comune di Corinaldo.
Rete Urbana di Ostra
Comprende il solo Comune di Ostra.
Rete Urbana di Ostra Vetere
Comprende i Comuni di: Barbara, Castelleone di Suasa e Ostra Vetere.
Rete Urbana di Senigallia
Comprende i Comuni di: Senigallia e Trecastelli.